# Augochloropsis charapina
Augochloropsis charapina är en biart som först beskrevs av Cockerell 1913.  Augochloropsis charapina ingår i släktet Augochloropsis och familjen vägbin. Inga underarter finns listade.